# Sicyos polyacanthos
Sicyos polyacanthos är en gurkväxtart som beskrevs av Célestin Alfred Cogniaux. Sicyos polyacanthos ingår i släktet hårgurkor, och familjen gurkväxter. Inga underarter finns listade i Catalogue of Life.